# جي. بروس بوير
جي. بروس بوير (بالإنجليزية: G. Bruce Boyer)‏ هو صحفي ومؤلف أمريكي، ولد في 1941.